# Juan Jabat Aztal
Juan Jabat Aztal, Ochagavía, 8 de febrero de 1772 – La Habana, 1825) fue un militar y político español.

## Biografía
Ingresó como guardiamarina en Cádiz en 1783. En 1807 fue ascendido a capitán de fragata y se estableció en La Habana. En 1808 fue enviado a Nueva España y su vuelta 1809 fue ascendido a capitán de navío y nombrado ministro plenipotenciario ante el Imperio Otomano. En 1812 publicó Noticia para lo que quiero especular en granos en los puertos rusos del Mar Negro.
Militar de ideología liberal, durante el Trienio liberal fue ministro de Marina de abril de 1820 a marzo de 1821 y ministro de Guerra interino durante agosto a septiembre de 1820. En 1822 fue nombrado ministro plenipotenciario en el Reino Unido, cargo que ocupó nominalmente hasta 1824. Con la restauración absolutista de Fernando VII se exilió en Cuba. 